# Accademia delle scienze di Gottinga

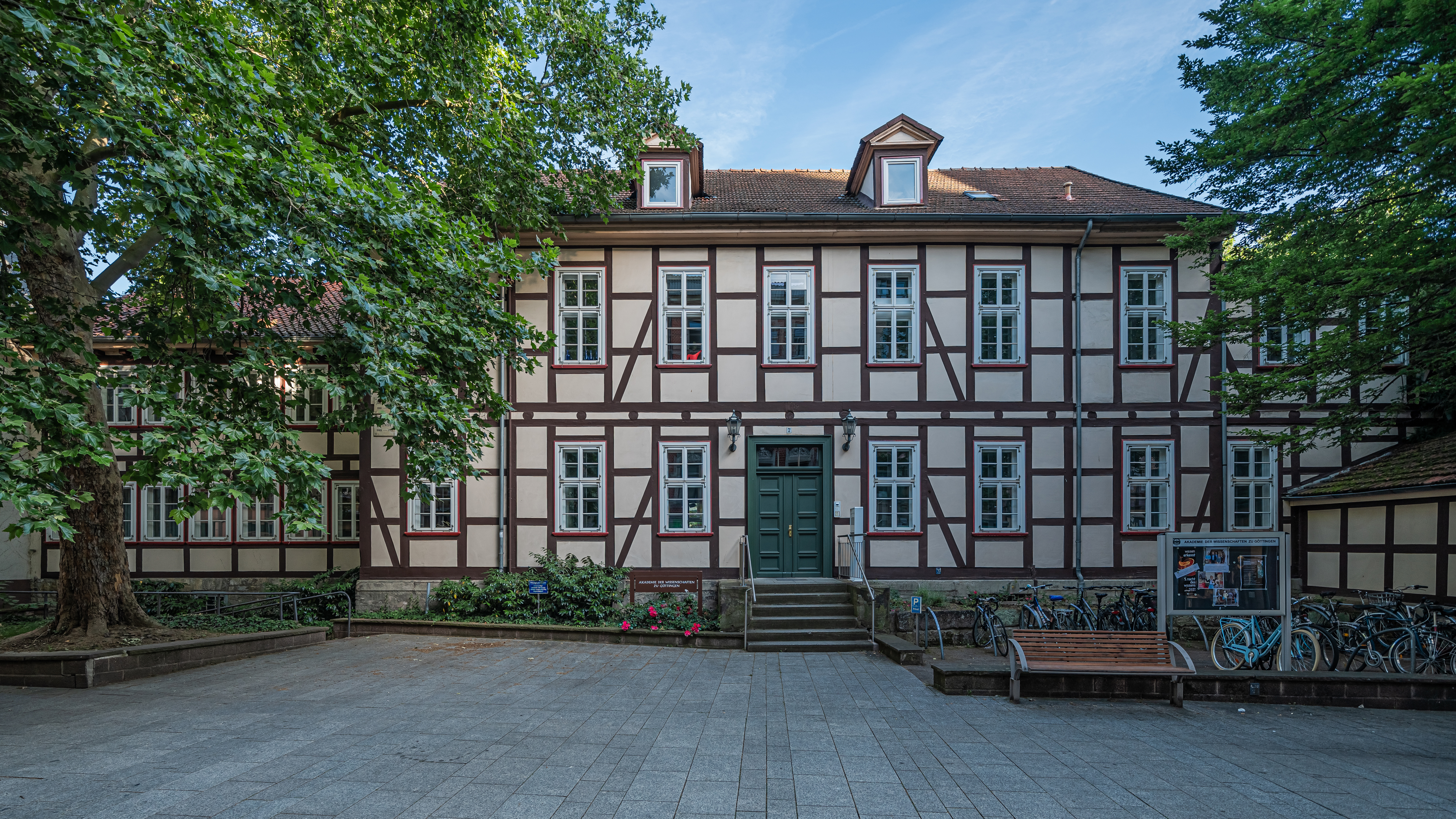
La sede dell'Accademia

L'Accademia delle scienze di Gottinga (tedesco: Akademie der Wissenschaften zu Göttingen) è l'accademia scientifica ed umanistica della Bassa Sassonia con sede nella città universitaria di Gottinga.
L'accademia è membro dell'Union der deutschen Akademien der Wissenschaften ("Unione delle accademie delle scienze tedesche").

## Storia
L'Accademia fu fondata nel 1751 dal Giorgio II di Gran Bretagna nella sua qualità di elettore di Hannover con il nome di Regia Società delle Scienze (Königliche Gesellschaft der Wissenschaften). Fu la terza accademia delle scienze ad essere fondata in Germania, dopo la Leopoldina e l'Accademia Prussiana delle Scienze. Fu rinominata col nome attuale nel 1939.

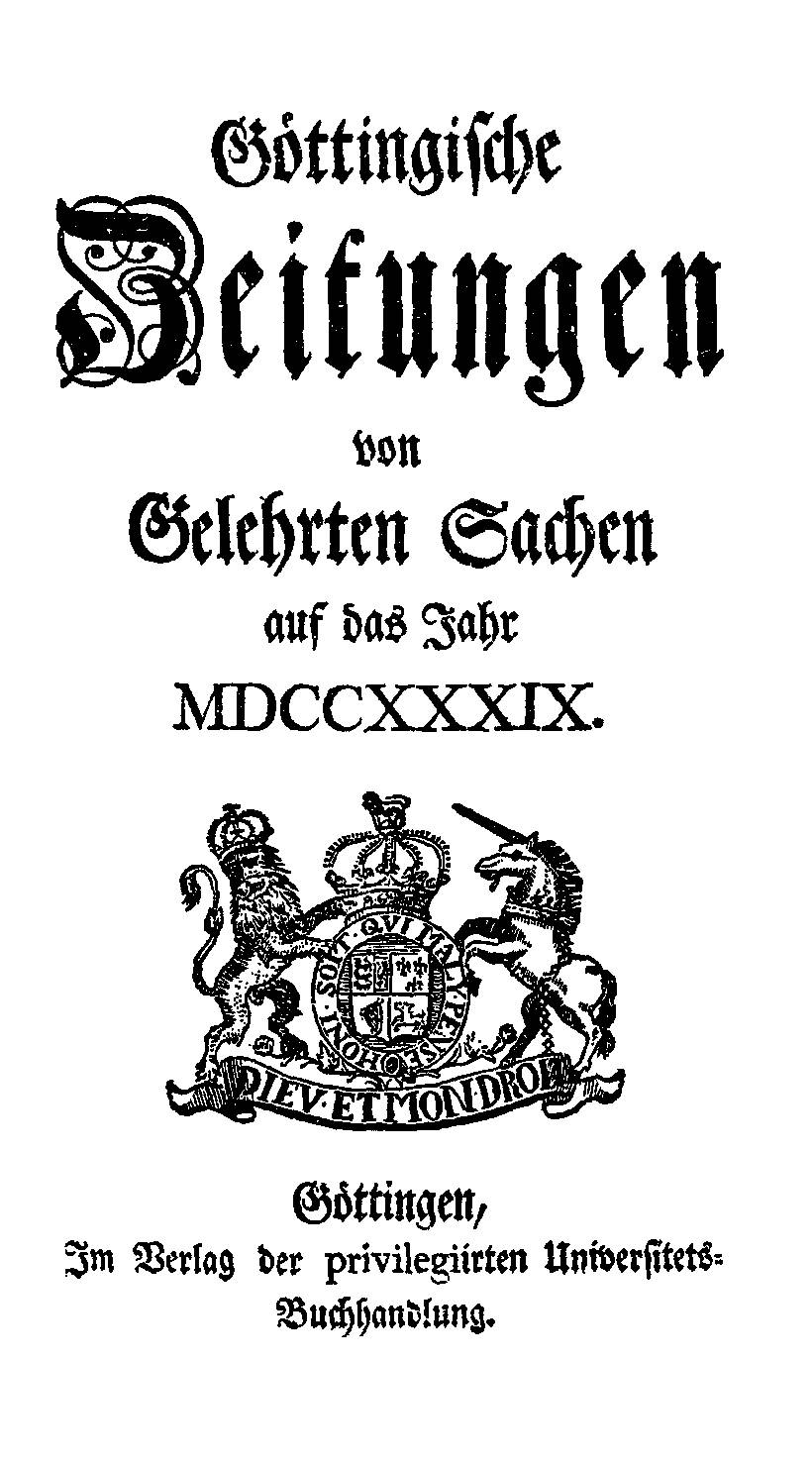
Frontespizio delle Goettingische zeitungen

## Organizzazione
L'Accademia è divisa in due classi, quella di scienze Matematiche e Fisiche, e quella di scienze Filologiche e Storiche. I soci ordinari, provenienti dal land Bassa Sassonia, sono quaranta per ogni classe, mentre i soci corrispondenti, scelti nel resto della Germania ed all'estero, sono cento in totale.
Il bollettino dell'Accademia, intitolato Göttingische Gelehrte Anzeigen, viene pubblicato dal 1753 ed è pertanto il più antico bollettino accademico dell'area tedesca.
Fra i progetti curati dall'Accademia ci sono quello relativo alle iscrizioni tedesche medioevali e moderne, il completamento del vocabolario dei fratelli Grimm, il vocabolario goethiano, lo studio delle iscrizioni tolemaiche del tempio di Edfu, la papirologia bizantina, un'enciclopedia delle fiabe, la pubblicazione degli atti del Reichshofrat, uno studio sui giornali dell'Illuminismo, la storia della Chiesa Cattolica, un progetto sulle residenze nel Sacro Romano Impero, il catalogo dei manoscritti orientali nelle biblioteche tedesche, l'edizione delle opere di Leibniz, il vocabolario del Medio Alto Tedesco, la toponomastica dell'area fra Reno ed Elba, lo studio dei documenti papali dell'Alto Medioevo, la commissione per la patristica, il vocabolario di Qumran, uno sanscrito, l'edizione delle opere di Friedrich Schleiermacher, l'edizione critica della Bibbia dei Settanta.

## Soci illustri
Fra i più celebri scienziati e studiosi che furono membri di quest'accademia possiamo citare Heyne, Carl Friedrich Gauss, i fratelli Grimm, Julius Wellhausen, Hilbert, Georg Christoph Lichtenberg, Friedrich Wöhler, Otto Hahn, Werner Heisenberg, Luitzen Brouwer, Franz Wieacker, James Franck, Max Born, Johann Matthias Gesner, Adolf Windaus, Friedrich Christoph Dahlmann. Tredici premi Nobel erano soci dell'Accademia, fra cui tre soci attuali: Manfred Eigen, Erwin Neher et Bert Sakmann.